# Alfabetizzazione informatica in Africa
I livelli di alfabetizzazione informatica in Africa sono molto bassi rispetto alla media mondiale. Uno studio condotto da Mozilla Foundation e Research ICT Africa nel 2011 stimava che solo il 21,8% della popolazione africana avesse accesso a Internet, contro l’81% nei Paesi sviluppati. 
Questo viene considerato da diversi osservatori un pesante vincolo economico e sociale. Diverse organizzazioni e aziende hanno quindi proposto iniziative per aumentare il livello di alfabetizzazione informatica in Africa o in stati africani specifici.

## Ostacoli all'alfabetizzazione digitale
Il continente africano incontra numerosi ostacoli nello sviluppo informatico, tra cui il basso numero di bambini che frequentano la scuola. Infatti, secondo il rapporto UNICEF del 2017, solo nell'Africa settentrionale e mediorientale circa 22 milioni di bambini non frequentano la scuola primaria o sono sul punto di lasciarla, e almeno due quinti di quelli che terminano il ciclo dell'istruzione primaria, di fatto non hanno imparato a leggere, scrivere o a svolgere semplici operazioni aritmetiche.
In Africa, l'integrazione dell'informatica nel sistema educativo e una più generale alfabetizzazione digitale sono ancora lontani dall'essere completati. Alcune delle ragioni di questa situazione sono: 
- le infrastrutture limitate;
- la carenza di informazione;
- la disinformazione digitale sia tra gli studenti sia tra gli insegnanti;
- la paura della tecnologia;
- la scarsa o non esistente connessione Internet;
- le inadeguate risorse di apprendimento.

Secondo diversi osservatori, una delle ragioni è anche l'eccessiva enfasi attribuita alla fornitura fisica di attrezzatura tecnologica, rispetto alla rilevanza di fattori come le risorse umane e sociali necessarie per far radicare l'alfabetizzazione informatica e per spiegare l'uso effettivo dell'informatica in un contesto locale. Per permettere il corretto utilizzo delle moderne tecnologie informatiche è infatti necessaria la combinazione di quattro diverse risorse: 
1. Le risorse fisiche, cioè i calcolatori;
2. Le aule e tutto il necessario per stabilire una connessione Internet;
3. Le risorse digitali, cioè l'accesso alle biblioteche digitali e corsi online;
4. Le risorse umane, cioè la disponibilità di persone colte dal punto di vista informatico a insegnare la cultura digitale;
5. Le risorse sociali, cioè la disponibilità da parte delle comunità ad assorbire le conoscenze e le competenze informatiche necessarie per ottenere una completa alfabetizzazione digitale[5].

L'alfabetizzazione informatica però è spesso erroneamente interpretata con il solo significato di abilità di usare il PC e Internet, piuttosto che nel senso più profondo di capacità di usare la tecnologia per produrre una diversità di soluzioni di apprendimento, una combinazione di testi, materiali audio, video ed esperienze pratiche e interattive in aggiunta al corretto utilizzo dei computer. 
In Africa possono essere identificate tre grandi debolezze nelle politiche a favore dell'alfabetizzazione digitale:
1. queste politiche non fanno un riferimento specifico all'istruzione, per questo essa è integrata nello sviluppo delle risorse umane;
2. gli obiettivi e le strategie relative all'educazione basata sulle risorse umane sono guidati dal mercato, cioè incentrate sulla competitività economica, cosa che riduce sensibilmente il potenziale dell'istruzione informatica;
3. non si concentrano minimamente sulla formazione in primo luogo degli insegnanti, che invece sono indispensabili per la corretta diffusione dell'alfabetizzazione informatica.

Un altro problema che ostacola la digitalizzazione in Africa è l'idea che l'alfabetizzazione informatica sia universale e abbia un'applicabilità globale, indipendente dalle differenti configurazioni locali delle aree interessate. 
Infatti i contesti locali hanno un ruolo fondamentale nel determinare il modo in cui funzionano le capacità informatiche e la cultura digitale. I modi di apprendimento odierni, basati sugli schermi e sulla Rete, possono essere definiti risorse localizzate, cioè risorse che sono funzionali in un particolare contesto e disfunzionali appena vengono spostati in un altro contesto con caratteristiche differenti.

## Informatica nelle scuole
Numerosi governi africani hanno investito nello sviluppo di infrastrutture informatiche per promuovere l'alfabetizzazione digitale e il suo ruolo nel rendere l'educazione sempre più accessibile.
Per quanto la consapevolezza dell'utilità dell'informatica sia diffusa, le competenze per la sua applicazione nell'insegnamento non sono state altrettanto sviluppate nella maggior parte delle istituzioni educative africane.
Le conoscenze informatiche sono diventate indice di un sistema educativo di qualità e uno sviluppo socio-economico nel ventunesimo secolo. L'informatica è ritenuta però anche un potenziale grande aiuto nella trasformazione dei Paesi sottosviluppati. L'alfabetizzazione digitale può alleviare le differenze dell'educazione urbana rispetto a quella rurale, permettendo a tutti gli studenti di usufruire dei nuovi metodi di insegnamento: grazie alla natura interattiva dell'informatica odierna e, in particolare, di Internet, i nuovi metodi si concentrano sullo sviluppo della creatività e del pensiero critico.
L'emergere dell'era digitale necessita di una popolazione tecnologicamente acculturata per competere nell'economia globale, ed è per questo che tutti i Paesi, compresi quelli africani, si stanno impegnando nella diffusione della tecnologia per migliorare la qualità delle proprie risorse umane. L'accesso alle conoscenze informatiche, fin dai livelli minori dell'educazione, permette di sviluppare le abilità tecniche necessarie e di garantire una popolazione abile ad adattarsi anche alle future tecnologie.
Ci sono tre ruoli significativi che l'informatica può avere nella trasformazione dell'educazione in Africa:
1. le scuole basate sull'informatica permettono l'accesso alle informazioni e facilitano la comunicazione anche per le comunità vicine;
2. l'informatica nell'educazione permette l'accesso all'istruzione anche a coloro che ne sono stati privati in passato;
3. l'informatica può contribuire all'utilizzo di nuovi metodi pedagogici, migliorando l'apprendimento e l'insegnamento di tutte le altre materie.

Secondo uno studio condotto da Ngugi wa Thiong'o sulle competenze informatiche nei più alti livelli di istruzione in otto paesi africani (Egitto, Kenya, Madagascar, Mozambico, Nigeria, Sudafrica, Tanzania e Uganda) il loro uso nell'insegnamento è inadeguato. 
Allo stesso modo, secondo uno studio di Minishi-Majanja, le biblioteche e le scuole di formazione scientifica sub-sahariane si sono impegnate nell'inclusione dell'informatica nei propri programmi, ma non è abbastanza. 
In uno studio sui programmi educativi per insegnanti in campo informatico in Nigeria, Ajuar argomenta che le istituzioni per la preparazione degli insegnanti non sempre integrano le competenze digitali nei loro programmi: la maggior parte di insegnanti in Nigeria è ancora digitalmente confinato.

## Iniziative aziendali
In relazione con gli interessi economici coinvolti, diverse aziende hanno dichiarato il proprio interesse nello sviluppo dell'alfabetizzazione informatica in Africa.
Uno studio della International Data Corporation (IDC) ha mostrato che la capacità di utilizzare Microsoft Office è al secondo posto tra le abilità fondamentali richieste per i lavori del futuro, preceduta solo dalla capacità di comunicazione orale e scritta.

Per questo motivo, Microsoft ha dichiarato il suo impegno per garantire ai giovani studenti africani la possibilità di avere accesso a questa tecnologia e di poterla effettivamente usare.
Il Vice Presidente per l'area Education di Microsoft Corporation, Anthony Salcito, ha dichiarato:
Microsoft ha infatti lavorato a stretto contatto con il governo del Kenya, durante la diffusione di un programma di alfabetizzazione digitale per garantire agli insegnanti una preparazione informatica. A oggi, 7.000 insegnanti in Kenya sono stati riconosciuti come Educatori Certificati Microsoft. Questa collaborazione ha garantito agli studenti sia un accesso alla tecnologia fin dalla giovane età, sia anche insegnanti preparati in grado di utilizzare effettivamente la tecnologia come strumento di apprendimento in classe.
Una simile collaborazione è avvenuta tra Microsoft e il Ministro dell'Educazione in Ruanda, grazie alla quale sono stati distribuiti sconti sui dispositivi Windows a più di 65 000 insegnanti e circa 3,2 milioni di studenti. 
In Africa occidentale, Microsoft ha inoltre lavorato con L'Agence Nationale du Service Universal del Télécommunication (ANSUT) della Costa d'Avorio per fornire Microsoft 365 a tutti gli studenti e allo staff di sei università statali. In più, per coloro che non frequentano quelle università, la Microsoft Virtual Academy utilizza la tecnologia cloud per offrire oltre 70 corsi di formazione di alta qualità a costo zero per i giovani africani.
Un'altra iniziativa che si è mostrata interessata alla questione è Africa Code Week.